# 盧士吉
盧士吉（？—？），浙江人，清朝官員。吏員出身。

## 生平
盧士吉於1753年（乾隆18年）接替段續綸，於台灣台北地區兩度擔任八里坌巡檢一職，是大台北地區的地方父母官。